# 亚历山大·贝叶尔
亚历山大·贝叶尔 （德語：Alexander Beyer，1973年6月24日—），德国电影演员。